# Elizabeth Yu
Elizabeth Yu, född 6 oktober 2002 i New Jersey, är en amerikansk skådespelare.
Yu har bland annat medverkat i TV-serien Avatar: The Last Airbender. Hon har även medverkat i filmerna Somewhere in Queens och May December.

## Filmografi (i urval)
- 2022 – Somewhere in Queens
- 2023 – May December
- 2024 – Avatar: The Last Airbender (TV-serie)